# Домажліце
Домажліце (чеськ. Domažlice; нім. Taus) — місто у Пльзенському краї Чехії. Населення становить 11 000 жителів. Історичний центр міста добре зберігся і охороняється законом як пам'ятка.
Домажліце розташоване близько 44 км на південний захід від Пльзеня. Лежить на річці Радбуза, на передгір'ї Чеського лісу.

## Історія
Перша письмова згадка про поселення Домажліце міститься в грамоті князя Болеслава II від 993 року. Мета його існування була пов'язана з чесько — баварським кордоном і важливим торговим шляхом до Регенсбурга.
Поруч із цим поселенням у 1265 році Оттокар II Богемський заснував укріплене королівське місто Домажліце Місто включало королівський замок. Кордон із Баварією охороняли прикордонники, набрані з Ходів (слов'янських вільних землеробів), які оселилися в околицях Домажліце.
Місто було передано Баварії в іпотеку в 1331 році і проіснувало до 1419 року (з деякими перервами). Під правлінням гуситів німці були вигнані з міста, і відтоді населення переважно складають чехи. У 1431 році Прокоп Великий переміг хрестоносців Священної Римської імперії в битві при Домажліце. У 15-16 століттях Домажліце часто переходило з рук в руки, але його значення зменшилося після закінчення Тридцятилітньої війни. Лише в 1770 році воно відновилося, головним чином завдяки інноваціям у текстильній промисловості.
До 1918 року місто було частиною Австрійської монархії, опинившись на австрійській стороні внутрішнього кордону Австро-Угорщини після Австро-Угорського компромісу 1867 року. Це був центр округу з такою ж назвою, бувши одним з 94 Bezirkshauptmannschaften (окружних центрів) у Богемії.
У контексті чеського національного відродження Домажліце стало центральним місцем у XIX столітті. У той час це було найзахідніше етнічне чеське місто, дуже близько до кордону з Баварським королівством. У місті 13 серпня 1939 року відбулося паломництво, яке переросло у велику чеську демонстрацію протесту проти німецької окупації та контролю над етнічним чеським протекторатом Богемії та Моравії . Німецьке населення було виселене в 1945 році згідно з Потсдамською угодою.
У 2005 році на околиці міста було виявлено масове поховання. У ньому перебували 54 німці, які могли бути в основному членами місцевої СА, страченої чеським опором наприкінці Другої світової війни.

## Пам'ятки
Історичне ядро Домажліце добре збереглося і включає багато пам'яток і цінних будівель. Старе місто було визначене мурами, фрагменти яких збереглися, в тому числі ранньоготична брама (так звана Dolejší, тобто «Нижня»). Більшість будинків — готичні й ренесансні споруди XIV—XVI століть з неокласичними фасадами. Цінна в архітектурному відношенні неоренесансна ратуша на міській площі датується 1890—1893 роками.

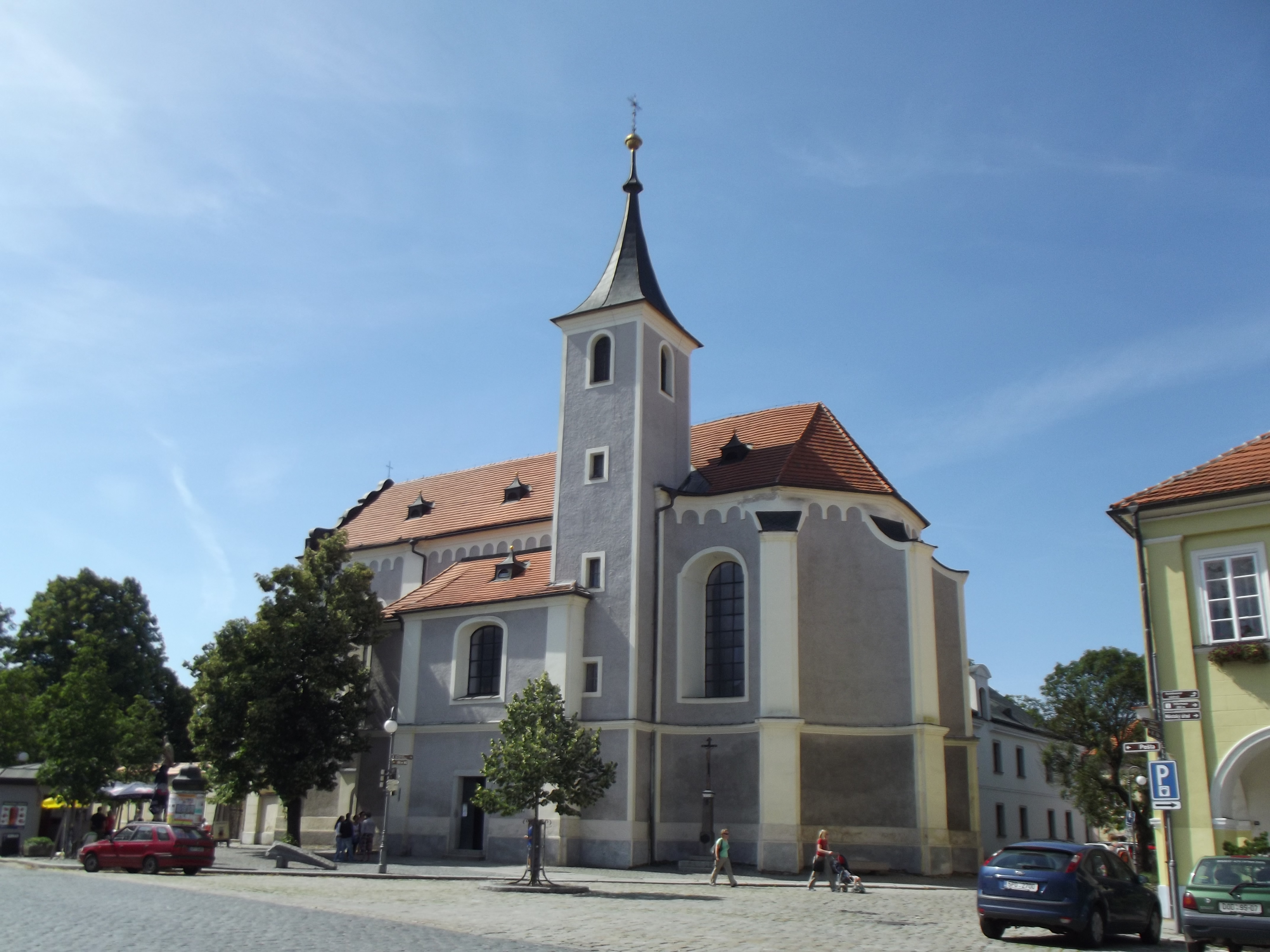
Церква Успіння Діви Марії

У центрі міської площі знаходиться церква Різдва Пресвятої Богородиці. Вперше згадується в 1385 році. У 1751—1756 роках її перебудували в стилі бароко, але зберегли елементи готики. Вона відома своєю нахиленою 56-метровою вежею.
Пам'яткою західної частини міської площі є колишній монастир августинців. Монастир був заснований в 1287 році. Після того, як він був зруйнований під час гуситських воєн, він був відновлений у 1671—1746 роках. Сьогодні будівля функціонує як початкова художня школа. Сусідню монастирську церкву Успіння Діви Марії з XIV століття було перебудовано у стилі бароко у 1746—1752 роках, подальші перебудови відбулися у 1774 та 1892—1893 роках.

Ходський замок був заснований разом з містом у 1260-х роках. До початку XVI століття він мав функцію адміністративного центру. Він став руїною після двох пожеж у XVI столітті. У 1726—1728 роках на місці замку за проектом Кіліана Ігнаца Дінценгофера було збудовано соляне сховище. Від первісного замку збереглися стіна по периметру та циліндрична вежа. У другій половині ХІХ століття він виконував функції муніципалітету. Протягом 20 століття будівля поступово стала місцем розташування музею Ходського краю. Вежа відкрита для відвідування як оглядова вежа.

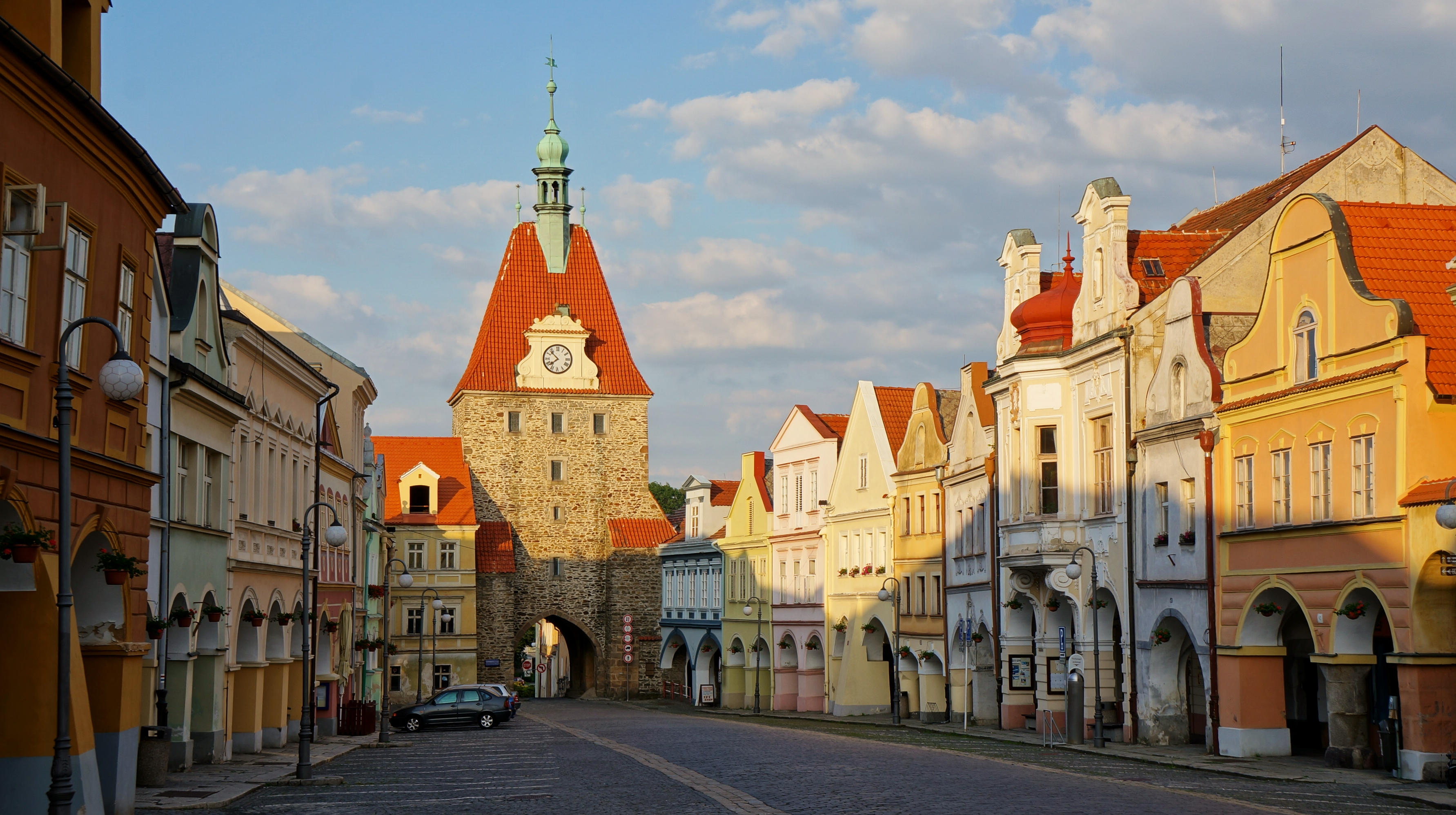
Нижні ворота на площі Миру

Церква Святого Лаврентія на пагорбі Весела гора є місцем паломництва. Він був побудований у 1685 році та перебудований у 1775 році

## Знатні люди
- Божена Нємцова (1820—1862), письменниця
- Ладислав Кліма (1878—1928), філософ і прозаїк
- Їржі Ванек (нар. 1978), тенісист і тренер
- Карел Нови (нар. 1980), швейцарський плавець